# Testo unico della legge sugli ufficiali ed agenti di pubblica sicurezza
Il testo unico della legge sugli ufficiali ed agenti di pubblica sicurezza è un testo normativo dello Stato italiano - in forma di testo unico - che individua le autorità di pubblica sicurezza sul territorio statale, e ne disciplina le loro attribuzioni.
Emanato con regio decreto 31 agosto 1907, n. 690, il relativo regolamento di attuazione è contenuto nell'R.D. 20 agosto 1909, n. 666. Lo stesso TULPS, la legge quadro sull'ordinamento della polizia di stato legge 1º aprile 1981 n. 121, ma ancor di più l'ordinamento stesso del ministero dell'interno e di quello di grazia e giustizia, fanno riferimento alla citata norma.

## Struttura
La norma contiene un unico articolo, al quale è allegato il testo normativo vero e proprio, a sua volta articolato in cinque capi per un totale di cinquantotto articoli e una tabella concernete l'organico del personale degli agenti di pubblica sicurezza:
- Capo I - Degli uffici e dei funzionari di pubblica sicurezza.

- Capo II - Degli agenti di pubblica sicurezza.

- Capo III - Attribuzioni degli ufficiali e degli agenti di pubblica sicurezza.

- Capo IV - Disposizioni generali.

- Capo V - Disposizioni transitorie

## Contenuto
Questa legge delinea i compiti e le diverse attribuzioni delle autorità statali che si avvalgono delle forze di polizia dello Stato e le autorità locali sindaco o presidente della provincia che si avvalgono della polizia municipale o polizia provinciale per quanto di loro competenza.
Anzitutto viene prevista l'organizzazione delle prefetture con alle dipendenze le questure su base provinciale per il governo e la vigilanza sul rispetto delle norme emanate dalle autorità. Viene poi specificato chi sono le autorità di pubblica sicurezza, gli ufficiali (art. 2) e gli agenti (art. 18), i loro compiti e i loro limiti. La norma inoltre stabilisce rigidi criteri di competenza all'interno del sistema dei rapporti tra autorità giudiziaria italiana, autorità di pubblica sicurezza e sindaco.
È inoltre disciplinato un complesso di servizi investigativi specifici che hanno la capacità di convivere e rapportare le proprie attività secondo limiti e competenze stabilite nelle leggi generali.